# ISO 19011
Norma ISO 19011 naziva Smjernice za provođenje audita sustava upravljanja sadrži smjernice o auditiranju sustava upravljanja, uključujući načela auditiranja, upravljanje programom audita i provedbu audita te smjernice o vrednovanju kompetentnosti osoba uključenih u proces audita. Primjenjiva je na sve organizacije koje provode unutarnje ili vanjske audite sustava upravljanja. 
Sadržaj norme
1. Područje primjene
2. Upućivanje na druge norme
3. Nazivi i definicije
4. Načela auditiranja
5. Upravljanje programom audita
6. Provedba audita
7. Osposobljenost i vrednovanje auditora

Smjernice donose šest načela koja se odnose na aduitore i audit:
1. cjelovitost: temelj profesionalizma;
2. ispravno izlaganje: obveza istinitog i točnog izvještavanja;
3. profesionalna pozornost: primjena marljivosti i prosudbe u auditiranju;
4. povjerljivost: povjerljviost informacija;
5. neovisnost: temelj nepristranosti audita i objektivnosti zaključaka audita;
6. pristup temeljen na dokazima: racionalna metoda za postizanje pouzdanih i ponovljivih zaključaka audita u sustavnom procesu audita.

Uobičajene radnje pri provedbi audita slijede niz:
- pokretanje audita
- priprema audita
- provođenje audita
- priprema i razdioba izvještaja audita
- dovršavanje audita
- provedba naknadnih radnji.

## Vanjske poveznice
- HRN EN ISO 19011:2012 Smjernice za provođenje audita sustava upravljanja